# 전쟁 고아 재단

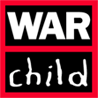

전쟁 고아 재단(War Child)은 교전 구역의 어린이들을 지원할 목적으로 1993년 영국에서 설립된 비정부기관이다.
구 유고슬라비아 교전 당시 어린이들의 암울한 처지를 본 이들은 상황을 방송에 알려 유고슬라비아의 어린이들에게 구호모금을 보내기도 하였다. 전쟁 고아 재단은 네덜란드와 북아메리카에도 지부단체가 결성되어 있다.